# Ana Flecha Marco
Ana Flecha Marco (León, 1986) es una traductora y escritora española, especializada en literatura noruega. Es además ilustradora y cantautora.

## Trayectoria
Nació en León en 1986. Muy joven pensó que su vocación era la traducción, por lo que se matriculó en la escuela de idiomas en inglés, francés, italiano y alemán. Con 17 años le dieron una beca para estudiar en Noruega, y en el pueblo de Flekke, donde existe un centro para hacer el bachillerato internacional, estudió dos años.
De vuelta a España, Flecha se licenció en Interpretación y Traducción por la Universidad de Salamanca y realizó además un máster en edición por la Universidad Autónoma de Barcelona. Volvió a Flekke, durante un año, como profesora de español para extranjeros en el mismo instituto en el que había realizado el bachillerato. Desde Flekke se instaló en Bergen para seguir ampliando su cultura sobre Noruega y posteriormente vivió también temporadas en Alemania y Francia.
En 2015 se instaló en Madrid desde donde se dedica a la traducción e interpretación, a la escritura creativa y a la ilustración de libros infantiles. El confinamiento de la primavera de 2020 la ayudó a través de Internet a redescubrir saberes tradicionales, tema que le interesa especialmente.
En 2017 creó, junto a la extremeña María Gallardo, el dúo Ajuar, con el propósito de reinterpretar la música popular con el fin de dar la vuelta al patriarcado de la mayoría de las letras.
Escribe para distintas revistas Vasos Comunicantes, Madriz y SModa. 
Como traductora, ha traducido entre otros a Anna Fiske, Jenny Jordahl, Kenneth Moe, Bell hooks y Rosalind E. Krauss. Además participa regularmente en ALITRAL (Alianza Iberoamericana para la Promoción de la Traducción LIteraria), Cantera de Traductores, con el propósito de promocionar la traducción en los países de Hispanoamérica.

## Obra

### Obra original
Además de distintos relatos que aparecen en obras colectivas:
- 2016. Mancha.Editado por Bombas para Desayunar. ISBN 978-84-60855-58-3
- 2018. Piso compartido. Editado por Bombas para Desayunar. ISBN 978-84-09051-15-1
- 2019. Dos novelitas nórdicas. Editado por Mr. Griffin. ISBN 978–84–948087–6–0
- 2020. La niña búho y el fantástico viaje en balde. Editado por Menos Lobos & Eolas. ISBN 9978–84–18079–75–7
- 2021. Piso compartido. Editado por Mrs. Danvers. ISBN 978-84-122604-1-0
- 2024. Planeta solitario. Editado por Mr Griffin. ISBN 978-84-127378-9-9

### Ilustraciones
- 20 buenísimas razones para no leer nunca más, de Pierre Ménard (en traducción de Palmira Feixas)

### Discografía con Ajuar
Publicados en Bandcamp.
- 2017. Cancionero
- 2019. Ajuar